# BBU's kvalifikation til DBUs Landspokalturnering for herrer 2009-10
Bornholms Boldspil-Unions kvalifikation til DBUs Landspokalturnering for herrer 2009/2010 var én af DBU's seks lokalunioners kvalifikationsturneringer, der havde til formål at finde i alt 56 hold indrangeret i Danmarksserien eller lavere pr. sæsonen 2008-09 til den landsdækkende 1. runde i DBUs Landspokalturnering for herrer 2009/2010 (Ekstra Bladet Cup 2009/2010). BBU's turnering havde deltagelse af otte hold, der spillede om én ledig plads i pokalturneringens 1. runde.
Turneringen blev afviklet som en cupturnering over tre runder i foråret 2009, og vinderen af tredje runde kvalificerede sig til 1. runde af den landsdækkende pokalturnering. Den ene bornholmske plads i 1. runde gik til Nexø Boldklub.

## Resultater

### 1. runde
| Dato  | Kamp                                | Res. |
| ----- | ----------------------------------- | ---- |
| 22.4. | Pedersker IF – ASG/Tejn             | 5-2  |
| 22.4. | Svaneke/Poulsker – Nexø BK          | 0-5  |
| 22.4. | Hasle IF – Rønne fB                 | HHT  |
| 22.4. | Midtbornholm Fodbold – Aarsballe BK | 4-2  |

### 2. runde
| Dato | Kamp                           | Res. |
| ---- | ------------------------------ | ---- |
| 6.5. | Midtbornholm Fodbold – Nexø BK | 0-5  |
| 6.5. | Pedersker IF – Rønne fB        | 0-8  |

### 3. runde
Vinderen i 3. runde kvalificerede sig til 1. runde af DBUs Landspokalturnering 2009/2010 (Ekstra Bladet Cup 2009/2010).
| Dato  | Kamp               | Res. |
| ----- | ------------------ | ---- |
| 10.6. | Rønne fB – Nexø BK | 1-2  |